# Aunou-sur-Orne

Aunou-sur-Orne este o comună în departamentul Orne, Franța. În 1 ianuarie 2022 avea o populație de 276 de locuitori.